# 可靠性、可用性和可維護性
可靠性、可用性和可维护性（Reliability, Availability and Serviceability）是電腦硬體工程上的術語，最初來自IBM公司為其大型主機所做的宣傳廣告，強調大型主機系統的堅韌強固。如今這個概念已廣為人知，並被簡稱為RAS。

## 定義
- 可靠性（Reliability）是指定時間 t 內，產生正式輸出的機率。
- 可用性（Availability）是指系統的運作時間，工作時間比總時間，一般用百分比表示，例如99.999%（5個9）。
- 可维护性（Serviceability）是指若系統發生故障，需要多長時間檢查和維修。